# ALEX (音楽プロジェクト)
ALEX（アレックス）は、音楽家・矢賀部竜成をプロジェクトリーダーとする日本の音楽ユニット。矢賀部以外のメンバーは、随時入れ替わる。ユニット名はASKAが命名。

## メンバー

### プロジェクトリーダー
- 矢賀部 竜成（やかべ たつなり、1957年1月1日 - ）キーボード、コンポーザー

### 参加ミュージシャン
- 河合夕子（ボーカル）
- 飯室博（ギター）
- サトウダイ（ギター）
- 江崎裕子（ボーカル）
- 星野ひな子（ボーカル）
- 加来洋子（ヴァイオリン）

## 来歴
- 2005年 - 「JAXA宇宙の音楽募集キャンペーン」にて、グランプリ受賞（E.Bakay名義）
  - 受賞曲『Radio Emission』は、JAXAのイベントや、H2Aロケットの打ち上げ時などにBGMとして使用されている。

- 2006年 - ALEXに改名し、ユニット活動開始。
- 2008年 - 「熊本城築城400年祭グランドフィナーレ音楽祭」「秋のくまもとお城まつり」などに出演。

## ディスコグラフィー

### オリジナルアルバム
1. 夜空から降る音～銀河からの贈り物～ （2007年7月4日）
  - 『Radio Emission』の別バージョン収録
2. 夜空から降る音～満点の星～ （2007年7月4日）
3. 夜空から降る音～月の鼓動～ （2007年7月4日）
4. 待宵～熊本～（2008年4月23日）
  - 熊本城築城400年祭グランドフィナーレ曲『100年先の未来へ』収録

### その他
1. JAXAコンピレーション・アルバム 『ソラノオト』（2007年7月11日）
  - 宇宙の音楽募集キャンペーン、グランプリ受賞曲『Radio Emission』収録